# Бетел Парк (Пенсилванија)
Бетел Парк (енгл. Bethel Park) општина је у америчкој савезној држави Пенсилванија. По попису становништва из 2010. у њему је живело 32.313 становника.

## Демографија
Према попису становништва из 2010. у граду је живело 32.313 становника, што је 1.243 (3,7%) становника мање него 2000. године.
| Група             | 2000.          | 2010.          |
| Белци             | 32.463 (96,7%) | 30.846 (95,5%) |
| Афроамериканци    | 343 (1,0%)     | 411 (1,3%)     |
| Азијати           | 371 (1,1%)     | 462 (1,4%)     |
| Хиспаноамериканци | 164 (0,5%)     | 313 (1,0%)     |
| Укупно            | 33.556         | 32.313         |